# Boom Overture
Die Boom Overture ist ein projektiertes mehrstrahliges Überschallflugzeug des Start-up-Luftfahrtunternehmens Boom Technology. Es basiert auf dem Versuchsträger Boom XB-1 und soll ab Ende der 2020er Jahre als Nachfolger der Concorde für den Überschall-Flugliniendienst eingesetzt werden.

## Konzept
Mit Stand August 2022 ist eine vierstrahlige Ausführung projektiert, die mit einer Geschwindigkeit von Mach 1,7 (in Flughöhe 10.000 m rund 1.800 km/h) und einer Kapazität von 65–88 Sitzen etwas langsamer fliegen und nur etwa drei Viertel der Passagiere der Concorde transportieren soll. Wie bei der Concorde ist Überschallflug nur über dem Ozean vorgesehen. Die maximale Reichweite soll bei 8300 Kilometern liegen.
Das Flugzeug soll rentabler und emissionsärmer zu betreiben sein als die Überschall-Passagierflugzeuge des 20. Jahrhunderts. Es soll von Beginn an mit CO2-neutralem Treibstoff betrieben werden. Bereits Anfang 2019 lagen Boom 30 Vorbestellungen, vor allem von Virgin und Japan Airlines vor, United Airlines plante Stand Juni 2021 die Anschaffung von 15 Flugzeugen, mit Option über 35 weitere Flugzeuge. Im August 2022 orderte auch American Airlines 20 Überschalljets mit Option über 40 weitere Maschinen.
Nach der Erprobung des Versuchsträgers ab 2022 soll die erste Overture 2025 in einem neuen Werk am Piedmont Triad International Airport in North Carolina fertiggestellt werden. Für die Zertifizierung wurde im Jahr 2021 der Bau von 5 Erprobungsflugzeugen vorgesehen. Eine Indienststellung war damit nicht vor 2029 zu erwarten.
Im September 2022 wurde bekanntgegeben, dass Rolls-Royce Group nicht länger Teil des Projektes ist und Boom Technology sich auf die Suche nach einem anderen Entwickler für die Triebwerke des Flugzeuges begibt.
In einer Testserie von 13 Flügen mit der Boom XB-1 Ende Januar 2025 wurde bewiesen, dass vom Boden aus gesehen Überschallflüge in geringem Überschall quasi lautlos möglich sind. Dazu sind umfangreiche Echtzeit-Wetterdaten notwendig für einen sogenannten «Mach cutoff»; da sich Schallwellen wie Lichtstrahlen beim Übergang von verschiedenen Luftschichten mit verschiedenen Temperaturen biegen, kann man die Schallwellen des Knalls nach oben biegen und sie erreichen den Boden gar nicht. Bei den letzten beiden Testflügen der XB-1 war bei sechsmaligem Schallmauerdurchbruch kein Überschallknall am Boden zu hören gewesen. Dies sei erreichbar bei einer Flughöhe über 9000 Meter und einer Geschwindigkeit zwischen Mach 1,1 und Mach 1,2, maximal Mach 1,3. Nach den erfolgreichen Testflügen wurde die XB-1 bereits im gleichen Frühjahr außer Dienst gestellt. Die beteiligten Airlines hatten bis im Frühjahr 2025 Vorbestellungen von 132 Overture mit einer Fähigkeit zum Erreichen einer Geschwindigkeit von Mach 1,7 deponiert.

## Technische Daten
| Kenngröße             | Daten (projektiert)      | Vergleich Concorde |
| --------------------- | ------------------------ | ------------------ |
| Besatzung             | 2                        | 3                  |
| Passagiere            | 64–80                    | 92–100             |
| Länge                 | 201 ft (61,26 m)         | 61,66 m            |
| Spannweite            | 106 ft (32,31 m)         | 25,6 m             |
| Höhe                  | 36 ft (10,97 m)          | 12,20 m            |
| Flügelfläche          |                          | 358,25 m²          |
| Flügelstreckung       |                          | 1,83               |
| Leermasse             |                          | 78.900 kg          |
| Max. Startmasse       |                          | 186.880 kg         |
| Reisegeschwindigkeit  | Mach 1,7                 | Mach 2,02          |
| Höchstgeschwindigkeit |                          | Mach 2,23          |
| Dienstgipfelhöhe      | 60.000 ft (ca. 18.300 m) | 18.300 m           |
| Reichweite            | 4.888 mi (ca. 7.900 km)  | 6.667–7.250 km     |
| Triebwerke            | Symphony                 | Olympus 593        |